# Рафаель Гарральда
Рафаель Гарральда (ісп. Rafael Garralda, 21 січня 1956) — іспанський хокеїст на траві.
Срібний призер Олімпійських Ігор 1980 року.